# Sárgahasú lombgalamb
A sárgahasú lombgalamb más néven papagájgalamb (Treron waalia) a madarak osztályának galambalakúak (Columbiformes) rendjébe és a galambfélék (Columbidae) családjába tartozó gyümölcsgalamb faj.
Táplálékát elsősorban bogyóstermésű gyümölcsök alkotják, főként a fiókanevelés időszakában jelentős rovarfogyasztása.
Az ivarok közt szemmel látható különbség nincs, a hímet jellegzetes udvarlási hangjai, pózai különböztetik meg a tojótól.
Mivel speciális táplálékot és magas hőmérsékletet igényel, ezért Magyarországon jelenleg csak a madarakra specializálódott Balatoni Madárkertben láthatók, ahol már sikeres tenyésztéséről is beszámoltak.

## Előfordulása
Benin, Burkina Faso, Kamerun, a Közép-afrikai Köztársaság, Csád, a Kongói Demokratikus Köztársaság, Elefántcsontpart, Dzsibuti, Eritrea, Etiópia, Gambia, Ghána, Guinea, Bissau-Guinea, Kenya, Mali, Mauritánia, Niger, Nigéria, Omán, Szaúd-Arábia, Szenegál, Szomália, Dél-Szudán, Szudán, Togo, Uganda és Jemen területén honos.